# Henry Breckinridge
Henry Skillman Breckinridge (Chicago, 25 de mayo de 1886-Nueva York, 2 de mayo de 1960) fue un deportista estadounidense que compitió en esgrima, especialista en la modalidad de florete. Participó en dos Juegos Olímpicos de Verano en los años 1920 y 1928, obteniendo una medalla de bronce en Amberes 1920 en la prueba por equipos.

## Palmarés internacional
| Juegos Olímpicos | Juegos Olímpicos  | Juegos Olímpicos  | Juegos Olímpicos    |
| Año              | Lugar             | Medalla           | Prueba              |
| ---------------- | ----------------- | ----------------- | ------------------- |
| 1920             | Amberes (Bélgica) | Medalla de bronce | Florete por equipos |